# Donglai (häradshuvudort i Kina, Shandong Sheng, lat 37,65, long 120,52)
Donglai (kinesiska: 东莱, 东莱街道) är en häradshuvudort i Kina. Den ligger i provinsen Shandong, i den östra delen av landet, omkring 330 kilometer öster om provinshuvudstaden Jinan. Antalet invånare är 112 454. Befolkningen består av 56 866 kvinnor och 55 588 män. Barn under 15 år utgör 13,0 %, vuxna 15-64 år 77 %, och äldre över 65 år 8,0 %.
Runt Donglai är det tätbefolkat, med 819 invånare per kvadratkilometer. Donglai är det största samhället i trakten. Trakten runt Donglai består till största delen av jordbruksmark.
Genomsnittlig årsnederbörd är 750 millimeter. Den regnigaste månaden är juli, med i genomsnitt 295 mm nederbörd, och den torraste är januari, med 11 mm nederbörd.